# Maurice Morrow
Maurice George Morrow, baron Morrow (né le 27 septembre 1948) est un homme politique unioniste nord-irlandais qui est président du Parti unioniste démocratique (DUP) depuis 2000. Il est créé pair à vie en juin 2006. Il est également conseiller du conseil municipal de Dungannon et de South Tyrone, représentant la ville de Dungannon.

## Biographie
Il fait ses études à l'école primaire de Ballygawley à l'école secondaire de Dungannon et au collège technique de Dungannon, après quoi il poursuit une carrière d'agent immobilier. Sa carrière politique commence en 1973 lorsqu'il est élu au Conseil du district de Fermanagh. Il est député de l'Assemblée d'Irlande du Nord à partir de 1998, jusqu'à ce qu'il perde son siège en 2017. En juillet 2000, il est ministre du Développement social de l'exécutif d'Irlande du Nord, poste qu'il occupe jusqu'en octobre 2001, période au cours de laquelle il est crédité de la mise en œuvre de politiques reconnaissant les besoins des personnes âgées, de la communauté agricole et a introduit de nouvelles mesures pour lutter contre la fraude sociale.
Le 11 avril 2006 Morrow est l'un des trois premiers membres du DUP à être créés pairs à vie, donnant au parti sa première représentation à la Chambre des lords. Il est créé baron Morrow, de Clogher Valley dans le comté de Tyrone, le 7 juin 2006 et est officiellement présenté à la Chambre des Lords le 27 juin.